# Chiesa di San Sebastiano (Alassio)
La chiesa di San Sebastiano è un luogo di culto cattolico situato nella frazione di Moglio nel comune di Alassio, in provincia di Savona. La chiesa è sede dell'omonima parrocchia del vicariato di Alassio della diocesi di Albenga-Imperia.

## Storia e descrizione

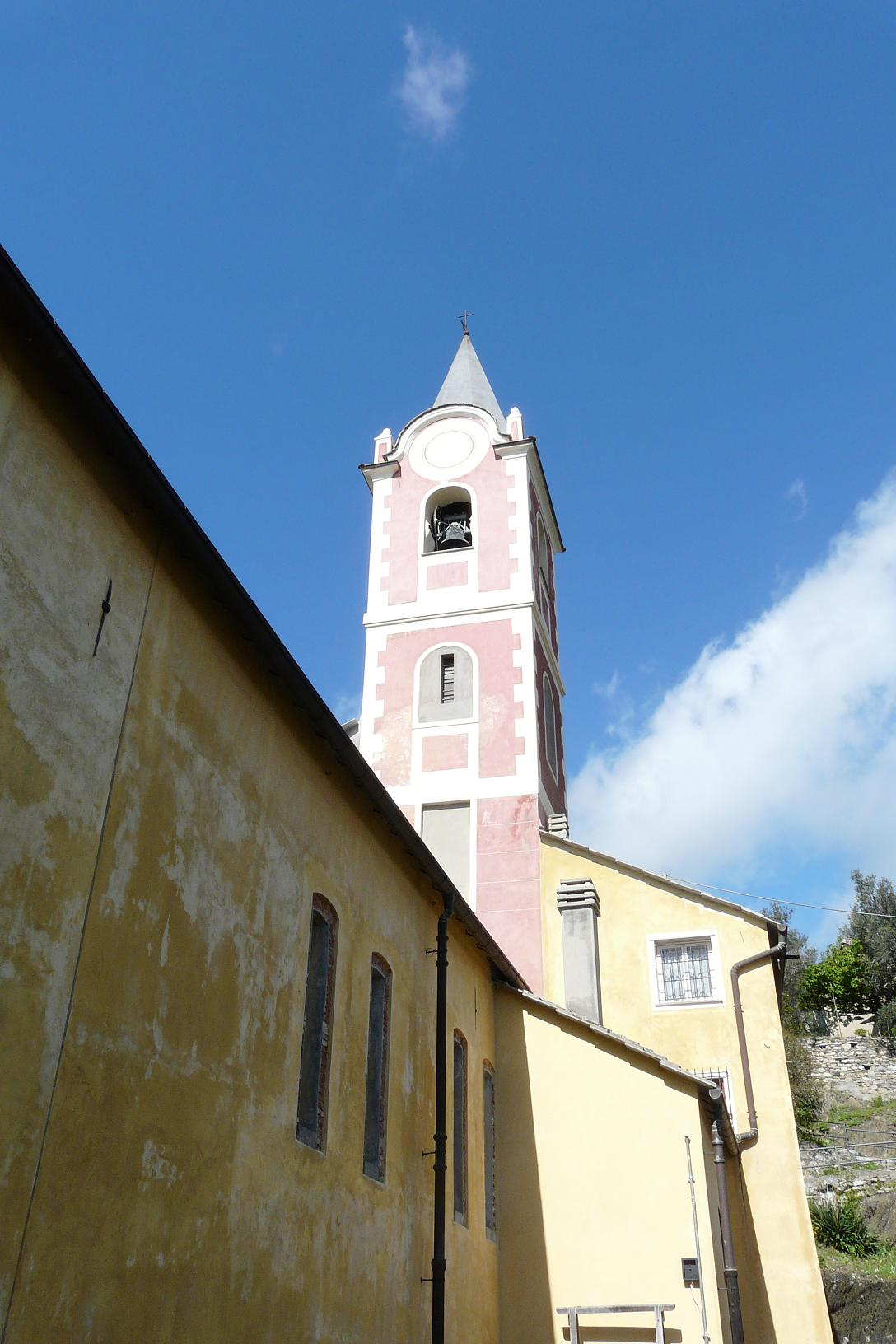
Il campanile

Sita nella frazione di Moglio, fu costruita sulle basi di un antico oratorio del XIII secolo. I lavori per il suo ampliamento iniziarono nel 1676 e furono finanziati da Pietro Bogliolo, benefattore della Chiesa rimasto senza eredi, per poi terminare nel 1820 con la conclusione della facciata; poiché l'esecuzione dei lavori perdurarono per un lungo tempo lo stile della chiesa presenta diverse età artistiche.
L'interno della chiesa è in stile tardo rinascimentale e diviso in tre navate con l'altare maggiore e due altari laterali in marmi policromi; il dipinto raffigurante San Sebastiano è stato eseguito tra il 1927 e il 1929 dal pittore e decoratore Grandi Cesare  (Ferrara 1893- Alassio 1953)
In stile barocco è l'esterno della facciata dove in una nicchia sopra al portale è stata posizionata una statua del titolare della chiesa; secondo una lapide conservata nell'atrio dell'ingresso l'elevazione al titolo di parrocchia avvenne nel 1674. Il campanile è del tardo medioevo con cuspide piramidale.